# غلانيك سفلي
غلانيك سفلي هي قرية في مقاطعة أرومية، إيران. يقدر عدد سكانها بـ 106 نسمة بحسب إحصاء 2016.